# Tub de Rijke

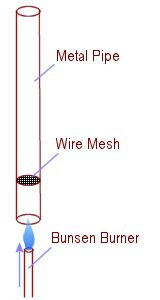
Una simple construcció del tub de Rijke, amb una malla metàl·lica a la meitat inferior d'un tub metàl·lic vertical. El tub es suspèn sobre un cremador de Bunsen.

Un tub de Rijke és un ressonador termoacústic. Porta el nom de Pieter Leonard Rijke, que va ser el primer a descriure l'efecte subjacent l'any 1859.
Un tub de Rijke (dimensions de l'ordre de magnitud: longitud: 1 m, diàmetre 0,1 m) és un tub metàl·lic obert pels dos extrems amb una reixa de calefacció a la meitat inferior. Si el tub es manté verticalment, l'aire puja a causa de l'escalfament per sobre de la reixeta de calefacció, es crea un flux vertical. Atès que la calor que emet la graella de calefacció a l'aire depèn de la velocitat del flux, aquesta fluctua quan fluctua la velocitat del flux, cosa que sempre es produeix amb les més petita pertorbació. Les dues fluctuacions generalment estan fora de fase.
Si la reixa de calefacció es troba a la meitat inferior del tub tal com es descriu (aproximadament a 1/4 de la longitud), les fluctuacions en l'alliberament de calor i la pressió acústica estan en fase, el criteri Rayleigh per a la termoacústica es compleix i les freqüències naturals de la columna d'aire a les canonades entren en oscil·lació. Això es nota amb un xiulet clarament audible.
La forma en què es genera el flux dins el tub és irrellevant a l'efecte El tub també es pot disposar horitzontalment si es genera un cabal per algun tipus de bomba.
Efecte "invers" de Rijke.- un tub de Rijke també produirà oscil·lacions d'àudio si l'aire calent passa per una pantalla freda, Va ser observat per primer cop per l'assistent de Rijke, Johannes Bosscha, i posteriorment investigat per físics alemanys.